# Aapo Perko
Aapo Kustaa Perko (* 21. Dezember 1924 in der Landgemeinde Mikkeli; † 13. Dezember 2021 in Mikkeli) war ein finnischer Kugelstoßer.

## Karriere
Aapo Perko hatte eine kurze Laufbahn als Kugelstoßer. Bei den Olympischen Spielen 1952 in Helsinki belegte er im Kugelstoß-Wettkampf den 14. Platz. Zwischen 1951 und 1958 bestritt er acht Länderkämpfe für Finnland und wurde 1952 und 1955 finnischer Meister.